# Рахимов, Гафур Рахимович
Рахимов Гафур Рахимович (узб. Rahimov Gʻafur Rahimovich, 1 февраля 1929, Андижан, Узбекская ССР — 19 сентября 2018, Ташкент, Узбекистан) — узбекский юрист, государственный и общественный деятель, генерал-майор милиции. В 1985-1994 годах был заместителем министра внутренних дел Узбекистана.

## Биография
С 1944 по 1947 годы был рабочим, затем мастером артели «За Родину» в г. Андижане.
В 1951 году окончил Ташкентскую школу милиции.
В 1959 году год окончил магистратуру юридического факультета Андижанского университета.
С 1951 по 1967 годы работал оперативным уполномоченным, старшим оперативным уполномоченным, заместителем начальника, затем начальником отдела по борьбе с хищением социалистической собственности (ОБХСС) Управления внутренних дел Андижанской области.
1967—1969 гг. — начальник управления общественного порядка управления внутренних дел Андижанской области.
1969—1979 гг. — заместитель начальника управления внутренних дел Андижанской области.
1979—1983 гг. — начальник управления внутренних дел Андижанской области.
1983—1985 гг. — начальник управления внутренних дел Бухарской области. 2 июля 1983 года ему было присвоено звание генерал-майора милиции.
1985—1991 гг. — заместитель министра внутренних дел Узбекской ССР — начальник службы общественной безопасности. 8 июня 1990 года указом Президента Узбекской ССР назначен комендантом в Андижанской области.
1991—1993 гг. – первый заместитель министра внутренних дел Республики Узбекистан – начальник  оперативно-розыскной службы. Одновременно, с 25 августа по 16 сентября 1991 года временно исполнял обязанности министра внутренних дел.
1993—1994 гг. – заместитель министра внутренних дел Республики Узбекистан – начальник службы общественной безопасности.
Вышел в отставку 7 мая 1994 года и с этого дня до конца жизни был председателем совета ветеранов министерства внутренних дел Республики Узбекистан.
Скончался 19 сентября 2018 года в возрасте 89 лет. Похоронен на Чигатайском кладбище.

## Награды

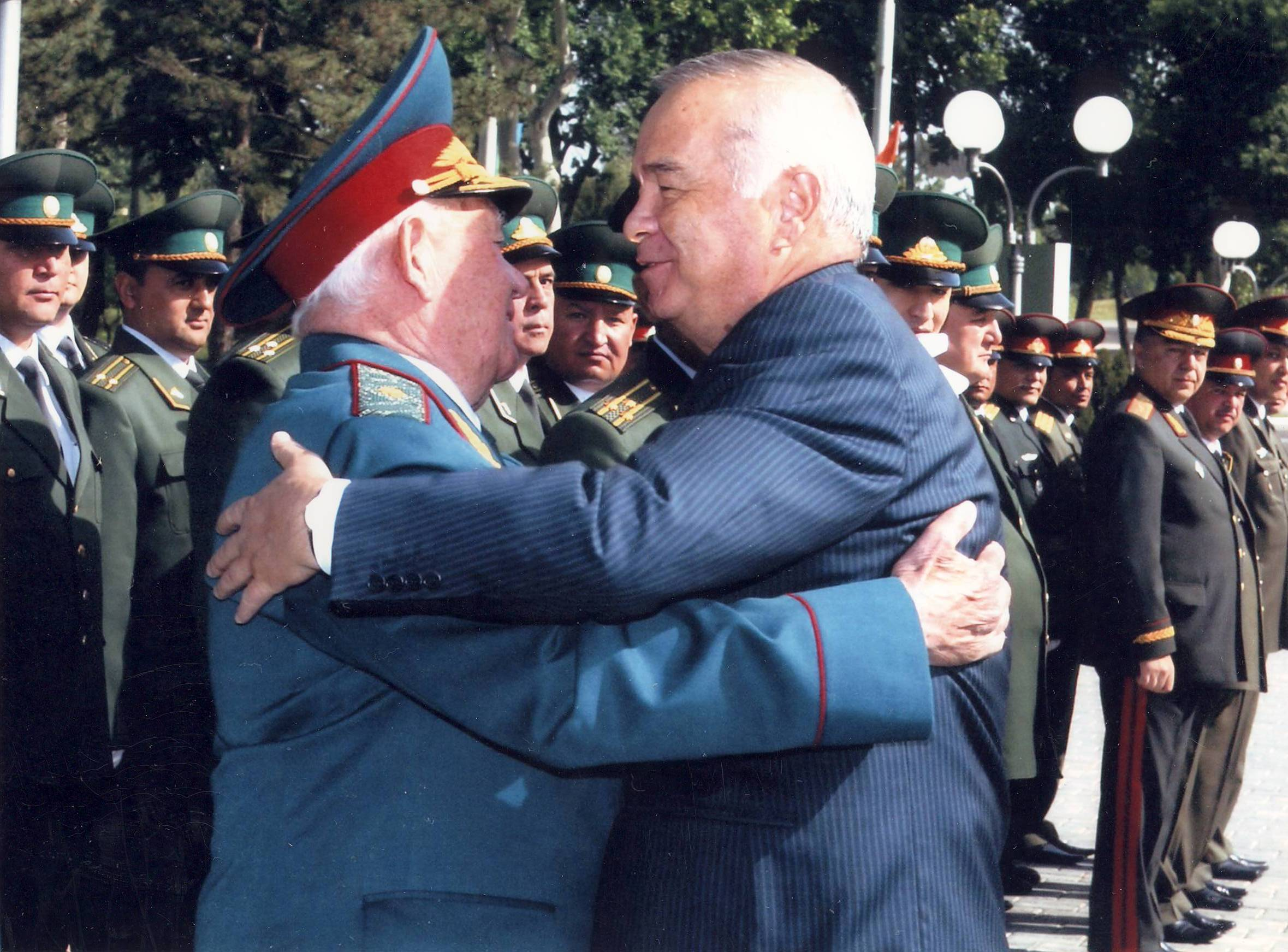
Гафур Рахимов с первым президентом Узбекистана Исламом Каримовым в День памяти и почестей на площади Независимости. 9 мая 2006 г.

В 1977 году награжден орденом Трудового Красного Знамени.
8 декабря 1981 года ему было присвоено почетное звание «Заслуженный юрист Узбекской ССР».
28 августа 1992 года награжден Почетной грамотой Республики Узбекистан.
В 1994 году был награжден Медалью «Шухрат».
1 февраля 1999 года по случаю 70-летия со дня рождения был награжден Орденом «Шон-Шараф» 2-й степени.
1 февраля 2004 года, по случаю 75-летия со дня рождения, ему было присвоено почетное звание заслуженного юриста Узбекистана.
Памятные знаки 5-летия (1996 г.), 10-летия (2001 г.), 15-летия (2006 г.), 20-летия (2011 г.), 25-летия (2016 г.) независимости Республики Узбекистан, также награждён памятными знаками 5-летия (1997 г.), 10-летия (2002 г.), 15-летия (2007 г.), 20-летия (2012 г.), 25-летия (2017 г.) Вооружённых Сил Республики Узбекистан.
Почётный гражданин г. Бухары